# Paradictyna
Paradictyna är ett släkte av spindlar. Paradictyna ingår i familjen kardarspindlar.
Kladogram enligt Catalogue of Life:
| Paradictyna | \| \| Paradictyna ilamia \| \| \| \| \| \| Paradictyna rufoflava \| \| \| \| |
|             | \| \| Paradictyna ilamia \| \| \| \| \| \| Paradictyna rufoflava \| \| \| \| |
|             | Paradictyna ilamia                                                           |
|             |                                                                              |
|             | Paradictyna rufoflava                                                        |
|             |                                                                              |